# Маринър (ледник)
Ледникът Маринър (на английски: Mariner Glacier) е голям долинен ледник в Източна Антарктида, Бряг Борхгревинк, на Земя Виктория с дължина над 100 km. Води началото си от северозападните части на планината Виктория (част от Трансантарктическите планини) и „тече“ в югоизточна посока между нейните хребети на югозапад и Малтийското плато на североизток. „Влива“ се в северната част на залива Лейди нюнс на море Рос, част от Тихоокеанския сектор на Южния океан, като заедно с идващия от ляво (на изток) ледник Борхгревинк образува дълъг над 40 km раздвоен ледников език.
Ледникът Маринър е открит през 1958 г. при полета на американския пилот Джон Калвейдър и двама новозеландци, членове на новозеландска антарктическа експедиция 1958 – 59 г. и е наименуван в чест на новозеландските моряци, участници в експедицията.
- Топографска карта на горната част на ледника Маринър
- Топографска карта на долната част на ледника Маринър